# Kang Young-sook

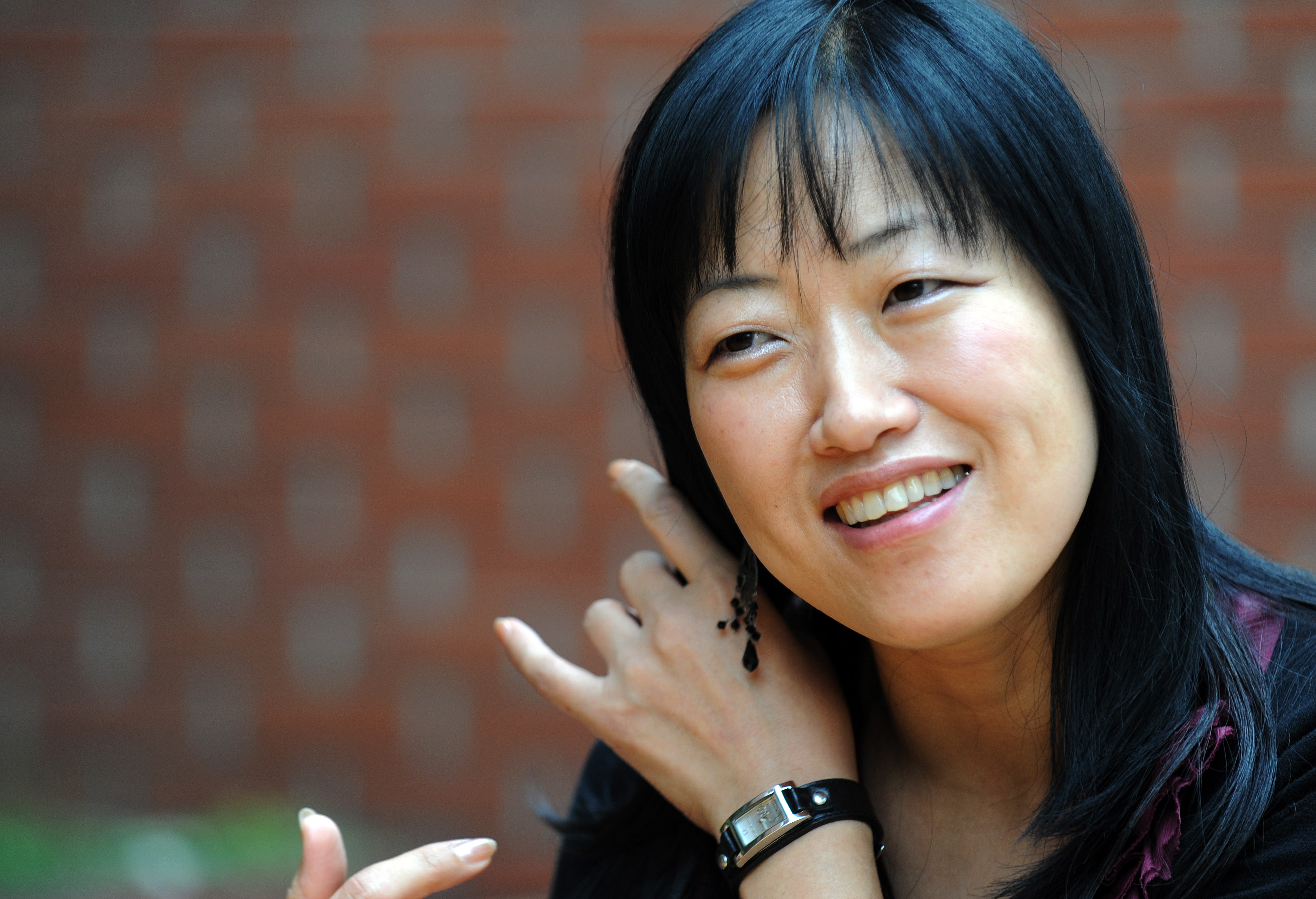
Kang Young-sook (2009)

Kang Young-sook (koreanisch 강영숙, 姜英淑; geboren am 10. November 1967 in Chuncheon, südkoreanische Provinz Gangwon-do) ist eine südkoreanische Schriftstellerin.

## Leben
Kang verbrachte den größten Teil ihrer Kindheit in ihrer Geburtsstadt Chuncheon. Im Alter von vierzehn zog ihre Familie nach Seoul. An der Nationalen Universität der Künste in Seoul studierte Kang im Hauptfach Kreatives Schreiben und wurde Chefredakteurin des Universitätsjournals. 1998 debütierte sie mit ihrer Kurzgeschichte 팔월의 식사 (Pal-wol-ui sigsa, Eine Mahlzeit im August) beim jährlichen von der Tageszeitung Seoul Shinmun gesponsorten Schreibwettbewerb. Seit 1990 ist Kang beratend für die Korea Dialogue Academy tätig. Ihre erste Veröffentlichung war die Kurzgeschichtensammlung Shaken im Jahr 2002. Kang nahm 2008 am Festival Junger Schriftsteller in Seoul und dem East Asia Literature Forum teil. Kang war 2007 an der Hōsei-Universität in Japan als Gastforscherin beschäftigt. Am International Writing Program der University of Iowa nahm sie 2009 teil. Die Daesan-Stiftung wählte Kang 2014 für ein Writer-in-Residence-Programm in Berkeley, Kalifornien aus.

## Werke
- 흔들리다 / Heundeullida (Geschüttelt), 2002
- 날마다 축제 / Nalmada chukje (Jeder Tag ist ein Fest), 2004
- 리나 / Rina, 2006[2]
- 빨강 속의 검정에 대하여 / Ppalgang sog-ui geomjeong-e daehayeo (Über Schwarz in Rot), 2009